# 3 Bad Men
3 Bad Men este un film western mut din 1926 regizat de John Ford. Bob Mastrangelo l-a numit „unul dintre cele mai mari epopee mute ale lui John Ford”. Se bănuiește că lungmetrajul a inspirat titlul filmului Three Bad Men in a Hidden Fortress din 1958 al lui Akira Kurosawa, cunoscut sub numele Fortăreața ascunsă la nivel internațional, film care, la rândul său, a fost o inspirație cheie pentru franciza Războiul stelelor.

## Rezumat
După descoperirea unor zăcăminte de aur pe teritoriile Sioux din Dakota în 1877, numeroși coloniști încep să sosească în Custer⁠(d) mânați de febra aurului. Printre aceștia se află Dan O'Malley (George O'Brien), familia Carlton și un grup de bandiți conduși de „Bull” Stanley. Planul celor din urmă de a fura herghelia familiei Carlton este dat peste cap când un alt grup de răufăcători îl ucid pe bătrân și o hărțuiesc pe fiica sa. Aceștia o salvează pe tânără și, în loc să-i fure bunurile și să o abandoneze, aceștia o însoțesc până în Custer. Așezarea, măcinată de corupție și nedreptate, este condusă de șeriful Layne Hunter, care află unde se află aurul și dorește să-l descopere înaintea celorlalți. Între timp, cei trei „bandiți” deci să-i caute un soț tinerei Lee Carlton și îl aleg pe O'Malley. Tinerii se îndrăgostesc, iar bandiții își pierd viața unul după celălalt în schimburi de focuri cu oamenii șerifului.

## Distribuție
- George O'Brien - Dan O'Malley
- Olive Borden - Lee Carlton
- Lou Tellegen - Șeriful Layne Hunter
- Tom Santschi - "Bull" Stanley
- J. Farrell MacDonald - Mike Costigan
- Frank Campeau - "Spade" Allen
- Priscilla Bonner - Millie Stanley
- Otis Harlan - Zach Little
- Phyllis Haver - Lily
- Georgie Harris - Joe Minsk
- Alec B. Francis - Preotul Calvin Benson
- Jay Hunt - Nat Lucas (prospector)
- Grace Gordon - Prietenul lui Millie (necreditat)
- George Irving - Generalul Neville (necreditat)
- Bud Osborne - Ajutorul lui Hunter (necreditat)

## Producție
Filmul a fost turnat pe o perioadă de cincisprezece luni în 1925 și 1926. În timpul filmărilor, trei dintre actrițele implicate în proiect, Olive Borden⁠(d), Priscilla Bonner⁠(d) și Grace Gordon, s-au îmbolnăvit de o formă de febră paratifoidă⁠(d) și au fost internate în spital.
Filmul a fost realizat în următoarele locuri:
- Deșertul din apropiere de Victorville, California
- Zonele din apropiere de Jackson Hole, Wyoming⁠(d)